# Гашовићи
Гашовићи су братство племена Пива.
Гашовићи-Гашићи су из црногорског села Црквичко Поље-Горње Поље, била је то велика породица са око 25 домова од којих је једна кућа била и у Недајном.
Крсна слава овог братсва је Ђурђевдан.

### Порекло
Огранак су Церовића чувеног братства из Дробњака. По предању око 1710. године Живко Церовић из Тушине је био заробљен од стране турског паше Миљевине, по повратку из Дробњака откупио га је кнез Вукајло Кнежевић, населио га у Пиви и оженио Јерином од ишчезлих Пуцаревића са њом је Живко имао 6 синова. 
По њему су његови синови узели презиме Живковић а од његових синова су и Гашовићи и Ликићи и касније одсељени у Босну Ћетковићи, Милутиновићи и Милановићи.
Из братсва Гашовића је био и Богдан Бојо Гашовић командир црквичке чете у батаљону планине пивске.

### Миграције
Око 1852. године Стеван Обрадов Гашовић ускочио је у Тушињу у Дробњак, населио се у Ускоцима и од њега су тамошњи Гашовићи, имао је синове Обрада, Лазара, Милутина, Милана, Божа и Миливоја. Две куће тачније Божо и Миливоје су се 1889. године одселили у Србију у област Горња Јабланица у село Гајтан, а трајно се населили у селу Спонце од њих су данашњи Гашевићи.
Област Горња Јабланица је колонизована од стране Црногораца у периоду од 1879. године па све до краја Првог светског рата, најбројнији досељеници су из Пиве, Дробњака, Мораче.... због свега тога Горња Јабланица добија назив мала Црна Гора.

### Сродне породице
Церовићи, Живковићи, Ликићи, Милутиновићи, Милановићи, Ћетковићи